# Татищево (селище, Дмитровський міський округ)
Тати́щево (рос. Татищево) — селище у складі Дмитровського міського округу Московської області, Росія.
Стара назва — селище Участка Татищево.

## Населення
Населення — 234 особи (2010; 169 у 2002).
Національний склад (станом на 2002 рік):
- росіяни — 96 %